# Desa Kranggan (administrativ by i Indonesien, Jawa Tengah, lat -7,01, long 109,96)
Desa Kranggan är en administrativ by i Indonesien.   Den ligger i provinsen Jawa Tengah, i den västra delen av landet, 400 km öster om huvudstaden Jakarta.